# Płużnica (gemeente)
De gemeente Płużnica is een landgemeente in het Poolse woiwodschap Koejavië-Pommeren, in powiat Wąbrzeski.
De zetel van de gemeente is in Płużnica.
Op 30 juni 2004 telde de gemeente 5026 inwoners.

## Oppervlakte gegevens
In 2002 bedroeg de totale oppervlakte van gemeente Płużnica 119,33 km², waarvan:
- agrarisch gebied: 86%
- bossen: 2%

De gemeente beslaat 23,8% van de totale oppervlakte van de powiat.
Gmina Płużnica leży nad trzema jeziorami: Wieczno, Płużnickim en Wieldządzkim.

## Demografie
Stand op 30 juni 2004:
| Omschrijving                   | Totaal | Totaal | Vrouwen | Vrouwen | Mannen | Mannen |
| ------------------------------ | ------ | ------ | ------- | ------- | ------ | ------ |
| eenheid                        | aantal | %      | aantal  | %       | aantal | %      |
| inwoners                       | 5026   | 100    | 2490    | 49,5    | 2536   | 50,5   |
| bevolkingsdichtheid (inw./km²) | 42,1   | 42,1   | 20,9    | 20,9    | 21,3   | 21,3   |

In 2002 bedroeg het gemiddelde inkomen per inwoner 1880,64 zł.

## Administratieve plaatsen (sołectwo)
Bągart, Bielawy, Błędowo, Czaple, Dąbrówka, Józefkowo, Kotnowo, Nowa Wieś Królewska, Ostrowo, Płąchawy, Płużnica, Pólko, Uciąż, Wiewiórki, Wieldządz.

## Overige plaatsen
Bartoszewice, Działowo, Goryń, Mgowo, Orłowo.

## Aangrenzende gemeenten
Chełmża, Chełmno, Grudziądz, Lisewo, Radzyń Chełmiński, Wąbrzeźno